# ポルトガルの宗教
| ポルトガルの宗教（2011年の調査） | ポルトガルの宗教（2011年の調査） | ポルトガルの宗教（2011年の調査） | ポルトガルの宗教（2011年の調査） | ポルトガルの宗教（2011年の調査） |
| -------------------------------- | -------------------------------- | -------------------------------- | -------------------------------- | -------------------------------- |
|                                  |                                  |                                  |                                  |                                  |
| カトリック                       | カトリック                       |                                  | 91.4%                            | 91.4%                            |
| その他のキリスト教               | その他のキリスト教               |                                  | 3.2%                             | 3.2%                             |
| 無宗教                           | 無宗教                           |                                  | 2.8%                             | 2.8%                             |
| 無回答                           | 無回答                           |                                  | 2.5%                             | 2.5%                             |
| その他                           | その他                           |                                  | 0.1%                             | 0.1%                             |

ポルトガル共和国は国教を制定していない。最も優勢なポルトガルの宗教は、ローマ・カトリックである。2011年の調査によると、ミサに参列し、定期的に秘跡を受けているのは人口の僅か19%のみだが、より多くの人々が洗礼を受ける事や結婚式を挙げる事、そして最後の典礼を受ける事を望んでおり、ポルトガルの人口の91.4%がカトリック教徒だと答えている。
カトリック教会と国家はポルトガル第一共和政（1910年 - 1926年）の時期に正式に分離されていたが、政教分離は1976年のポルトガル共和国憲法で再び言及された。しかしながら、ローマ・カトリックの指針はポルトガルの社会や文化に於いて重要性を持ち続けている。多くのポルトガルの休日、祝日、そして伝統は殆どが異教起源ではあるが宗教的な意味合いを含んでいる。教育と医療制度は長い間教会の役割であり、多くの場合では建築、橋、高速道路が開通した時にはいつも聖職者から祝福を受けていた。憲法上の政教分離によって教会と国家は正式に分離しているが、カトリック教会はそれでも一定の特権を保っている。統計的には、宗教的実践は年齢が上がるにつれて増加傾向にあり、若年層は高齢者と比べて関心が低いという結果が出ている。

## 歴史

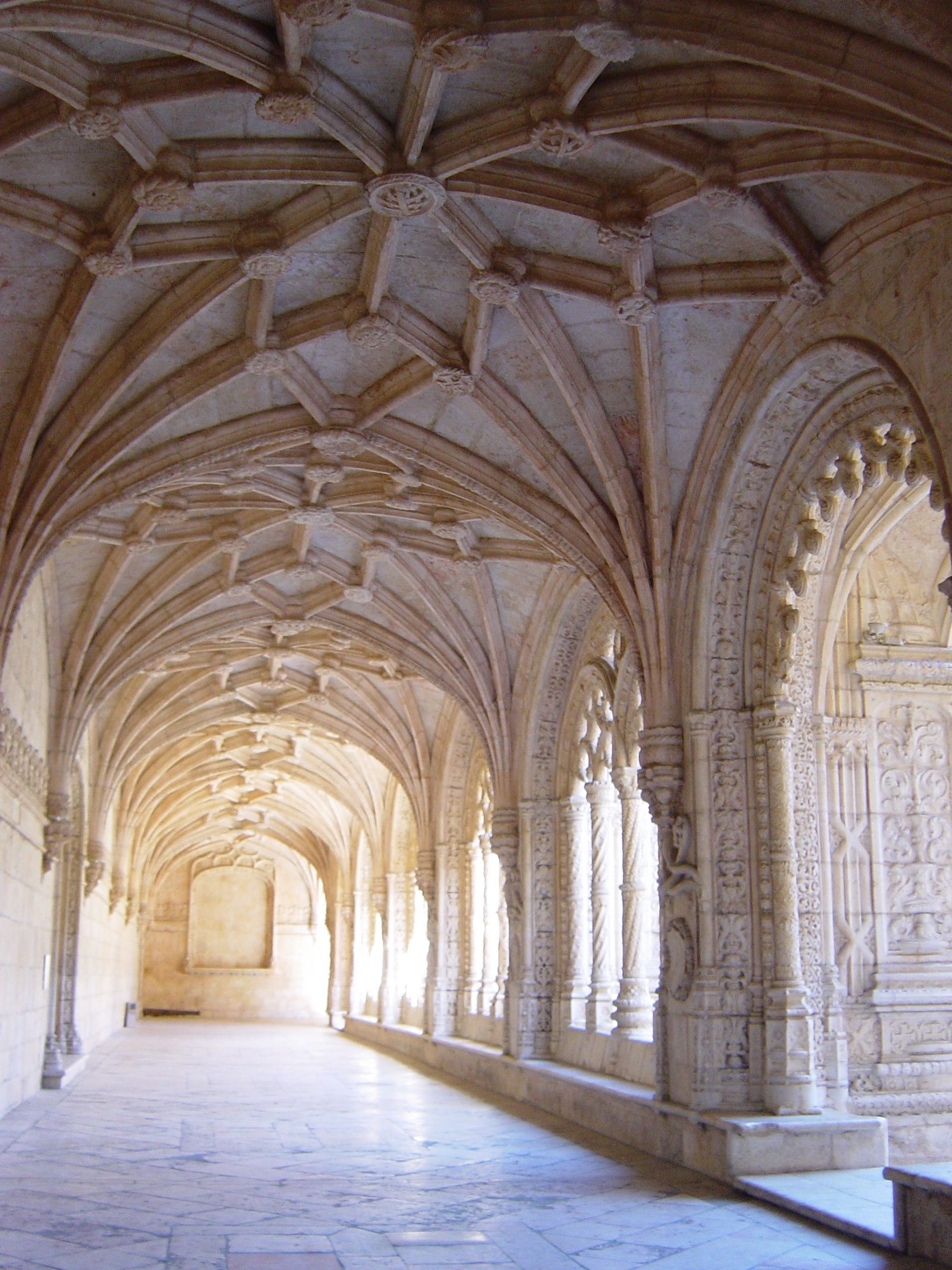
リスボンのジェロニモス修道院の内部。

ローマ帝国の大部分の属州の様に、ローマ以前の人々の宗教的信条と神々は、ローマ神話と入り混じって共存していた。ポルトガルの場合、主にプロト・ケルティック、或いはケルティックなローマ以前の宗教がルシタニ族の間で信仰されていた（ルシタニア神話を参照）。
ユダヤ人もローマ時代からこの地域で暮らしていたが、ローマ期以前にも存在しており、セファルディムの歴史に直接結び付いている。
ローマ帝国の属州ルシタニア（ドウロ川の南側の殆どを構成する）とガラエキア（ドウロ川の北側）が、ローマ帝国の一部だった時に最初にキリスト教化された。この頃に、ブラカラ・アウグスタ（現在のブラガ）がサンティアゴ・デ・コンポステーラと並んで司教の最重要な中心部の一つになった。その前にキリスト教に改宗していたスエビ族や西ゴート族といったゲルマン人が5世紀にイベリア半島に侵入した時に、キリスト教は強固になっていた。
初期の西ゴート族はアリウス派を信仰していたが、彼らは8世紀より後にローマ・カトリック教会の主流派に合流した。アリウス派とアビラのプリスシリアノによる異端が6世紀に開催された会議で合流し、教会史に偉大な足跡を残した時、ブラガはこの時代の宗教史に於いて重要な役割を果たした。ブラガ司教はポルトガル首座主教の肩書きと、長きに渡って主張されていた全ヒスパニアの教会を凌駕する優越性を保持している。
ブラガはイベリア半島全体をキリスト教化する上で重要な役割を担った。聖オヴィディウス（135年に死去）がこの街の最初の司教だと考えられる場合も在るが、ブラガの最初の司教パテルヌスが4世紀の終わり頃にこの街に住んでいたとされる。5世紀初頭には、聖アウグスティヌスの友人であったブラガ出身のパウルス・オロシウスが、非常に重要な幾つかの神学的かつ歴史的書物を書いた。6世紀には、ブラガ司教だったスエビ族のブラガの聖マルティンがアリウス派からカトリックに改宗した。彼は同様にブラガの近くに修道院（en）を建てて、今では考古遺跡となっている。この時期に幾つかの公会議がブラガで開催され、この街の宗教的重要性を示している。
たとえ人口の大多数がモザラビック典礼によるキリスト教を続けていたとしても、711年のウマイヤ朝によるイベリア半島征服に始まり、アンダルスの時代にムーア人の支配を受けていた間にポルトガル南部での地位の低下に、キリスト教は直面した。しかしながら、ポルトガル北部では、少なくとも868年のポルトゥカーレ伯領の創設者ヴィマラ・ペレスによるレコンキスタ以来、キリスト教は特徴的実態としてのポルトガルを保持することに文化的かつ宗教的な結合を提供した。同じ理由で、キリスト教はムーア人に対して立ち上がって彼らを追い払おうとした人々のスローガンだった。それゆえ、キリスト教とカトリック教会は、ポルトガル国家の建国に先立っていたポルトガルに影響を及ぼしていた。
最初のポルトガル国王でポルトガル王国建国者だったアフォンソ1世（1139年から1185年まで統治）の治世に、教会と国家は長期の有益な協力関係に統合された。ポルトガル王国をローマ教皇に承認させる為に、アフォンソはポルトガルを教皇の諸侯国であると宣言、1179年に教皇勅書『マニフェスティス・プロバトゥム』でこれが承認された。国王はムーア人を南に追い遣る為に教会を役立つ味方に仕立てた。教会が彼の方針を支持した事に対し、アフォンソは征服した土地で広大な土地と特権を教会に与え、教会に十分に褒美を与えた。教会はポルトガルで最大の地主となって、その力は貴族、騎士修道会、そして暫くすると国王とさえ同等になった。しかしアフォンソも同様に教会の優位性を認め――その優位性には浮き沈みが在ったが――その関係は維持された。
ポルトガル国家とカトリック教会との関係は基本的に良好で強固であったが、彼らの力関係は度々入れ替わった。13世紀と14世紀に於いて、教会はレコンキスタでの役割や初期ポルトガルの民族主義と緊密に同化する事から生じる富と権力の両方をほしいままにした。暫くすると、国家に直面する教会の立場は、ポルトガル帝国の勢力拡大が宣教団を、征服地を植民地にする上での重要な代理人として利用されるまで劣勢に立たされた（例えば「コンゴ王国」に於けるカトリック教会の布教）。
15世紀まで一部のユダヤ人はポルトガルの政治的かつ経済的生活に於いて卓越した立場を占めていた。例えば、イサーク・アブラヴァネルは国王アフォンソ5世の会計係だった。多くは同様にポルトガル文化に於いて活発な役割を果たして、彼らは外交官や商人としての評判を保った。この時までには、リスボンとエヴォラは重要なユダヤ人共同体になっていた。1497年にスペインにて5年早く発生したユダヤ人強制改宗を反映して、ポルトガルはユダヤ人を追放し、僅かに残ったムーア人には強制改宗を行わせた。1536年には、教皇は信仰の純粋さを強制する為に国王ジョアン3世（1521年から1527年まで君臨）にポルトガル異端審問を行う許可を与えた。それ以前に寛容であったポルトガルは、以後正統教義と非寛容が支配する様になった。とりわけイエズス会は全ての教育の場に配置された。
18世紀には反教会感情が強くなった。ポルトガル王国に於いて啓蒙専制主義改革を行った宰相ポンバル侯爵セバスティアン・デ・カルヴァーリョ（1750年から1777年まで在任）は1759年にイエズス会を弾圧（en）してローマの聖座との関係を絶ち、教育は国家の統制下に置かれた。
ポンバルはその地位を排除され、彼の改革の多くは無効になったが、反教権主義はポルトガル社会で一定の影響力を残した。19世紀に入ると1821年に異端審問と修道会が禁止され、教会はその財産の大半を失った。教会と国家との関係は19世紀後半に改善されたが、反教権主義の新しい波が1910年のポルトガル第一共和政成立と共に浮上して来た。教会の財産が接収され教育が世俗化されただけではなく、第一共和政は教会の鐘を鳴らす事、通りで聖職者の衣装を着る事や多くの宗教行事を行う事も禁止した。1914年の第一次世界大戦勃発と共に、ポルトガル第一共和政はそれをスペインによるポルトガル侵略と他国によるポルトガル植民地の占領という二つの脅威を終わらせる事、内政に於いては体制に対して国民的コンセンサスを形成する事という、幾つかの目標を達成する為の唯一の機会だと見た。これらの国内の目標は対処されずに、軍部の政治意識は戦争の間に膨らんでおり、彼らの指導者は望んでいなかった戦争に向かわせた体制を許しておらず、保守的な軍隊には国家を支配していた「混沌」に対する「秩序」の最後の砦である様に見えた。1920年代半ばまでには、国内情勢も国際情勢も権威主義的解決法を望む風潮が強まり始めており、それによって強化された行政権力は政治的かつ社会的秩序を回復させられるかも知れないと認識された。

### エスタド・ノヴォ
アントニオ・サラザール（1928年から1968年まで在任）によるコーポラティズム権威主義体制のエスタド・ノヴォの時代に、教会は復興を経験した。サラザール自身はカトリックの熱心な信徒であり、彼は法学を学ぶ前には神学生だった。彼のコインブラ大学でのルームメイトだったマヌエル・ゴンザルヴェス・セレジェイラは後に枢機卿、リスボン総大司教になった。それに加えて、サラザールのコーポラティズムの原理原則や憲法、1933年の労働法令は教皇の回勅『レールム・ノヴァールム』（1891年）や『クアドラジェジモ・アンノ』（1931年）から借用されたローマ・カトリックの指針が盛り込まれた。
順序、規律と権限を強調して、サラザールの国家は伝統的なローマ・カトリックの原理に根拠を置くと宣言した。階級間の関係は恐らくマルクス主義の階級闘争の概念よりも、調和に基付いていた。家族、教区、キリスト教は国家の基盤であると言われた。サラザールはこれらの原理原則をかなり越えていたが、成熟した独裁体制を確立した。彼のコーポラティスト国家はローマ・カトリックの原理原則とベニート・ムッソリーニ流のファシズムを混ぜて構成されていたと言う人もいる。
1940年に、教会と国家との関係を定めた『政教条約』（コンコルダート）がポルトガルとバチカンとの間で署名された。教会は国家から「分離」されたが特権的な立場を温存した。1940年の政教条約は第一共和政の間に制定された反教権的な方針の多くを翻し、カトリック教会は公立学校で宗教的指導を越える権限を与えられた。カトリックの聖職者のみが軍隊でチャプレンを務める事が許された。離婚は第一共和政によって合法化されたが、教会ではなく市役所で結婚した夫婦には離婚が認められたが、教会で結婚式を行った夫婦に対しては離婚が非合法化された。教会は資産を集めて保有する事が許可されて、公式な「司法上の特徴」が与えられた。
サラザール支配下に於いて、評論家は教会と国家が快適で互いに補強し合う関係に在ったと信じている。しかしながら教会が多くの面で体制を支えており、教会が彼の体制を礼賛しているにも拘わらず――サラザールは教会が政治から離れていると主張した。異議申し立てと批判は禁じられていた。特別教区の司祭とポルト司教の体制の方針から外れた聖職者達は、沈黙するか他の国に逃げる事を余儀無くされた。マヌエル・ゴンザルヴェス・セレジェイラ枢機卿に率いられた残りのローマ・カトリックの聖職者達は、サラザールの絶大な友人や支持者となって、諸問題に関して沈黙を保った。

### 1974年革命の後の変化
1974年のカーネーション革命とポルトガルの民主化の後に制定された1976年のポルトガル1976年憲法により、カトリック教会と国家は再び正式に分離された。教会はポルトガルで特別な地位を有しているが、大部分は廃止された。他の宗教は今では自由に組織を作る事や実践する事が出来る。
憲法改正に加えて、ポルトガルは更に世俗的な国家になった。ポルトガルが貧しく、農村的で識字率が低かった頃、伝統的なローマ・カトリックは栄えていたが、都市化が進んで識字率が向上し、世俗化も進むと、宗教の実践は衰退して行った。寄付行為やミサに参列する人の数が減少した様に、司祭になる男性の数は減少した。1990年代初頭までには、殆どのポルトガル人はそれでも何となく文化的かつ宗教的な感覚で彼ら自身をカトリック教徒であると認識していたが、約三人に一人しか定期的なミサに参列していなかった。宗教に対する無関心は男性や若者に特に顕著になった。定期的に教会に行く人々は殆ど女性や幼い子供になった。
カトリック教会はもはや以前の社会的影響力を持たなくなった。19世紀やサラザール体制の頃には、教会は軍隊や社会経済的エリートの間で同国の最も強力な組織の一つであった。事実、軍隊、財界、政府、そしてポルトガルでの宗教的影響は、屡々文字通りに密接に絡み合っていた。伝統的には、エリート一族の長男は土地を相続し、次男は軍隊に入り、三男は司教になった。しかしながら、1990年代初頭までには、ローマ・カトリック教会は最早この超越した立場を保てなくなり、ポルトガル人の関心の優先順位で7位か8位にまで下落した。
1980年代までは、そうした試みが恐らく裏目に出ると知っていたので、教会はポルトガル人がどの候補に、或いはどの政党に投票するのかに対して滅多に指図しようとしなかった。1970年代半ばのカーネーション革命の絶頂期の頃に、教会は特にポルトガル北部で中道派や保守派の候補に投票し、共産主義者を退ける様にと促したが、その後は教会はそうした露骨な政治的役割を控える様になった。
カトリック教会は1976年の憲法改正を妨げる事が出来ず、この憲法は教会と国家を分離し、教会は道徳やその責任の範囲内に入ると考えていた問題、つまり離婚や人工妊娠中絶を自由化する法律の制定も阻止出来なかった。

## 宗教的実践

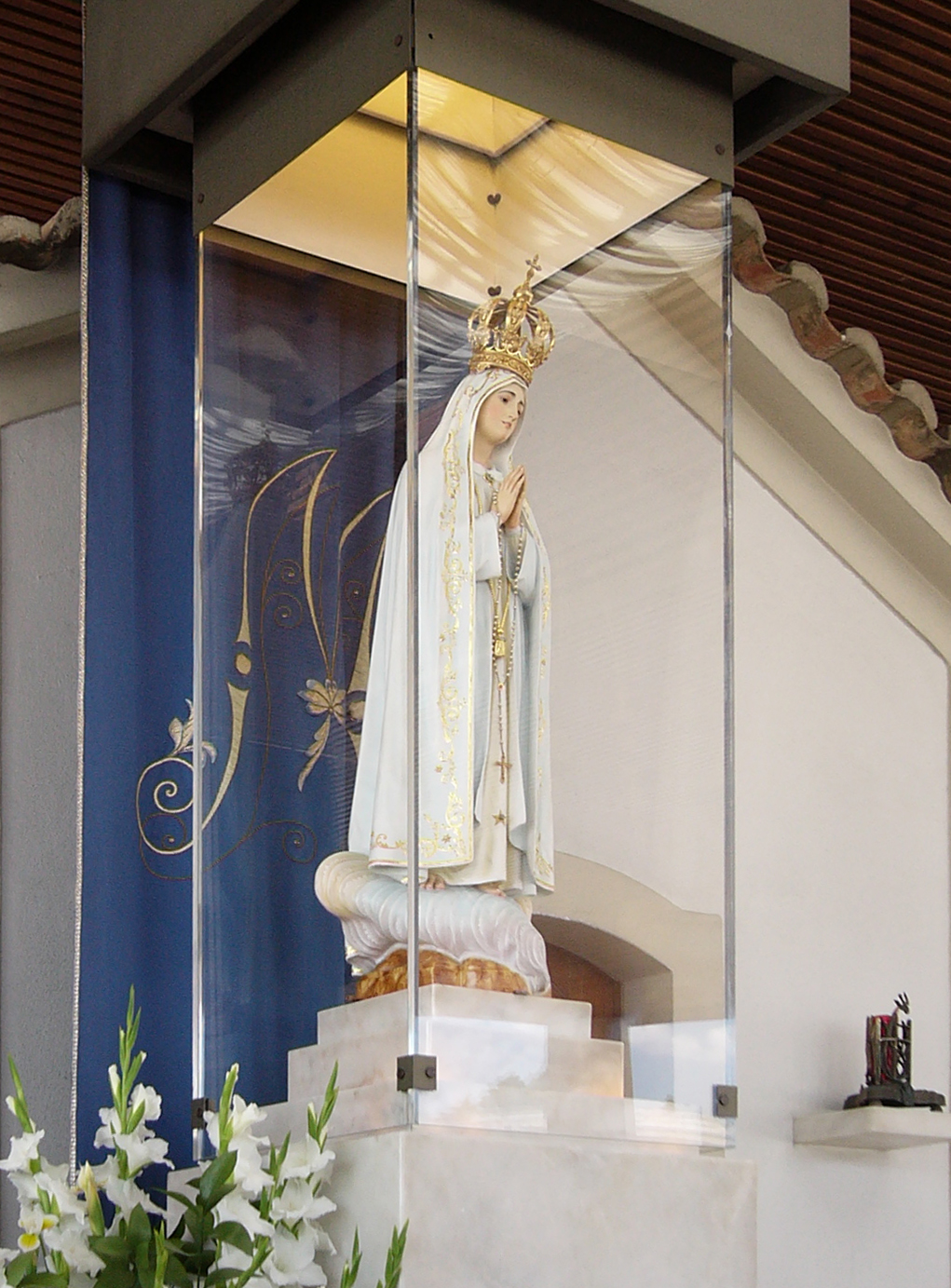
ファティマ聖堂の亡霊チャペルにあるファティマの聖母。

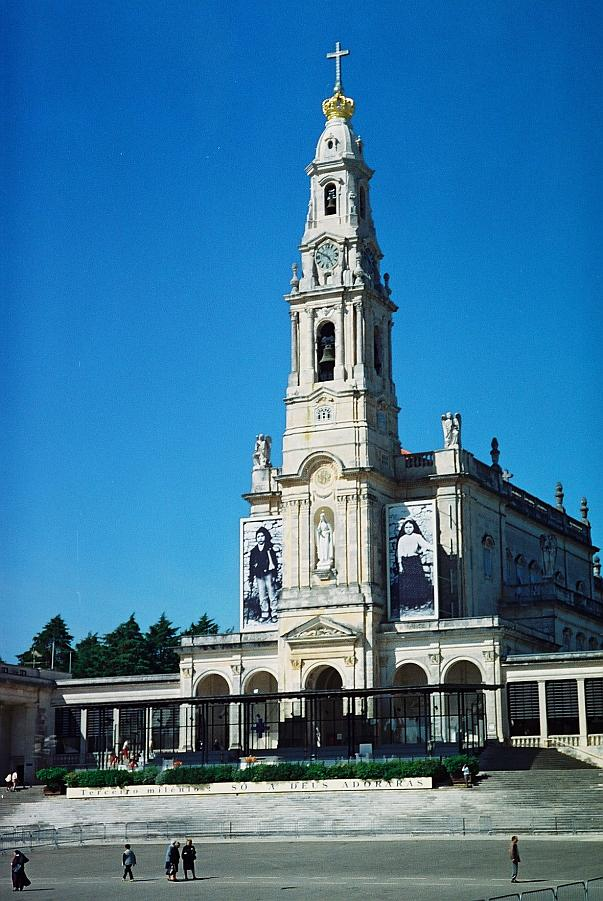
聖母ファティマ聖堂

ポルトガルの宗教活動は地域によって相違が見られる。1990年代初頭でさえ、歴史的に反教権的な南部では10%から15%だったのと比べて、伝統的なカトリックの北部では人口の60%から70%が儀式に参加していた。リスボン大都市圏では約30%が定期的に儀式に参加する人々であった。
ポルトガル人の生活に於けるカトリシズムの伝統的な重要性は、ポルトガルの殆どの村の物理的な組織で明白である。村の教会は正方形で丘の上で村を見下ろす所に作られ、通常重要な場所に設置されている。教会やチャペルの多くはポルトガルの植民地主義が絶頂期だった16世紀に建設され、征服した土地から持ち込まれた木材や金で装飾される場合が多かった。しかしながら、それらの聖堂の多くはここ数十年間の内に管理をする聖職者が不足していたので荒れ果ててしまった。多くは村の聖人を讃える為にのみ使用された。
この国の宗教生活の大半は伝統的に形式的な構造やローマ・カトリック教会の公式な支配からはみ出た形で発生した。これは聖人の祝福や宗教行事が人気を保っている農村地帯に於いて特に真実である。ポルトガルでの最も有名な宗教行事は、1917年にファティマという村で三人の子供達に聖母マリアの亡霊が現れたと主張された事から始まった。サンタレン県にあるこの小さな村に現れたとされるファティマの聖母の亡霊は、その多くは癒しを受ける事を願っている何十万人もの巡礼者にファティマの聖母ファティマ聖堂を毎年訪問させている。
地方のポルトガル人は屡々聖人と密接で個人的な関係を結ぼうとする。神が遠くて近付きがたい存在であると信じているので、彼らは守護聖人に仲介役をやって貰おうと要請した。後援の為のこの制度は、非宗教的な領域で作用しているものに似ていた。彼らの聖人の善意を勝ち取る為に、信者達は聖人に贈り物をして、貧しい人々に施しする事で、聖人が神に取り合ってくれるかも知れないと期待して直立した姿勢を示した。
教会の出席者が示す様に、女性は男性より宗教を実践したがる傾向があった。それに加えて、聖母マリアは最も人気のある精神的調停者で、イエス・キリストよりも熱心に尊敬されて、宗教的な行列の支援者として尽くされた。聖母マリアの肖像画はキリストのそれと同様に、労働組合の事務所やデモンストレーションのプラカードにさえ飾られていた。
ローマ・カトリック教会は民衆の宗教的行為が神から人々を遠ざけていると時々批判した。しかし、教会が全ての民衆の習慣を監視する事は出来ず、そうした民間信仰は1990年代まで続いた。更には、彼らが形式的な教会に行った様に、多くのポルトガル人が少なくとも彼らの聖人や習慣化した宗教的実践に忠誠を誓っていると感じている事を教会は承認した。これらの理由により、ローマ・カトリックへの人気のある固執を維持する為に、教会が民衆の宗教的行為を大目に見て、時には促しさえした事も珍しくなかった。
ポルトガルの民間信仰の他の側面は、ウィッチクラフト、魔術、そして魔法使いを含めて公式な教会によって承認されなかった。公式な宗教と民間信仰、迷信は屡々混合され、人々の頭の中ではこれら全てはローマ・カトリックの一部であると考えられた。特にポルトガル北部の孤立した村では、魔法使い、ウィッチクラフト、そして悪霊の存在が広く認識されていた。一部の人々は『邪視』の概念を信じていて、それを持っていると信じられた人々を恐れた。こちらでも女性は主な実践者だった。殆ど全ての村では魔法や『治癒』を行う人々の姿が見られた。悪霊や狼男でさえ山や横道に暮らしていると信じられ、彼らから人々が保護されなければならないと思われていた。子供や若い女性は『邪視』に弱いと考えられた。
人々が高学歴になって都市に移住する様になると、彼らはそうした民間信仰を失っていった。しかし都市部や教育水準の高い人々の間で1990年代初期でさえ、迷信を信じる人々が居た。特により貧しい隣接地帯では、魔法使い、手相占いやカード占いをする人が店を開いたが、それほど閉鎖的でもなかった。端的に言えば、迷信に対する強い底流が今でもポルトガルに残っているのである。公式な教会は迷信的な民間信仰を承認しなかったが、それらに対抗する事に対して無力だった。
スペインのカトリックと比べると、ポルトガルのカトリックはより柔らかくて激しさが少ない。スペインのカトリックの激しさとは対照的に、民間信仰と宗教の人間化の広がりは遙か彼方の神ではあるが愛情あふれる神を想定した。ポルトガルではスペインとは異なり、神とその聖人は赦しを与える穏やかな存在であると想像された。スペインでは、聖者や殉教者の苦しんでいる表情は痛々しく苦しそうだった。ポルトガルでは彼らは満足していて穏やかで楽しそうな表情をしていた。

## カトリック以外の教派
ポルトガルの歴史にとって、非ローマ・カトリック教徒はこの国には殆ど暮らしておらず、彼らは自由に宗教を実践する事が出来なかった。彼らは異端審問によって3世紀にも渡って外国に追い出される事を余儀無くされた。しかしながら、イギリス人が19世紀にポルトガルに移住し始め、カトリック以外の教派を持ち込んだ。その殆どは聖公会のイングランド国教会に所属していたが、その他はプロテスタントのメソジスト、会衆派、バプティスト、そして長老派教会に所属していた。
1834年の立憲君主制の成立によって限定的な宗教的自由が与えられ、その結果リスボンの聖公会のチャペルが活動を開始した。二つ目のチャペルは1868年に開始された。聖公会の宣教はポルトガルでの復古カトリック教会の影響力が増大するのに伴っていた。1870年の第1バチカン公会議によって定められた教皇による教皇不可謬説や普遍的教導権の教義を拒否したローマ・カトリックの司祭や平信徒から集会が作られた。その結果としてルシタニア・カトリック使徒福音教会が1880年に成立し、1980年以降アングリカン・コミュニオンの一員となっている。しかしながら、法律は未だに非ローマ・カトリック教徒の活動を制限している。
1990年代初頭までには、全人口の1%にも満たない僅か5万から6万人程の聖公会やその他のプロテスタント教徒がポルトガルで暮らしていた。1950年代と1960年代にはペンテコステ派、末日聖徒イエス・キリスト教会、エホバの証人が出現し、その全てが以前に布教された時よりも急速に人数を増やしていった。しかしながら、これらの全ての集団は自由な宗教活動、特に宣教を禁止されたり制限されたりして妨害された。
これらの規制は1974年の革命の後に撤廃された。1976年憲法は全ての宗教の信仰を実践する権利を保障している。非ローマ・カトリックの集団は集まる権利を有する法人として合法化されるに至った。ローマ・カトリック教徒ではなく良心的兵役拒否者でもあったポルトガル人には代替任務を申し込む権利が与えられた。しかしながら、ローマ・カトリック教会は今でも伝道活動には壁を作ろうとしている。

## キリスト教以外の宗教

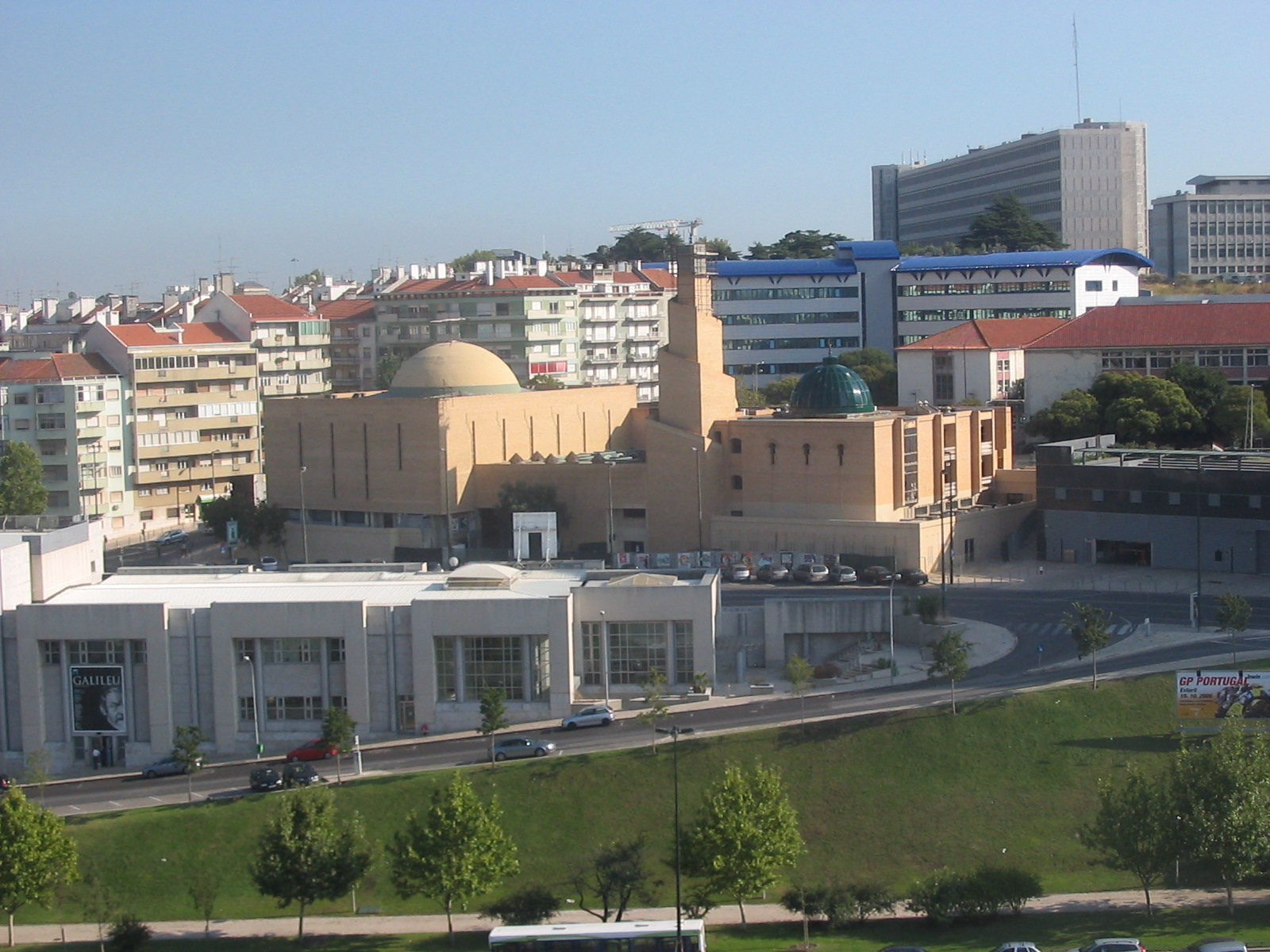
リスボン・モスク

ポルトガルのイスラム教のコミュニティは、過去の植民地だったアフリカ諸国、つまりモザンビークやギニアビサウ、北アフリカの国々、主にモロッコからの小規模な移民が作り出している。1991年の統計ではポルトガルでのイスラム教徒の人口は1万人を下回っている。ポルトガルでの主なモスクはリスボン・モスクである。
バハイ教が最初にポルトガルに持ち込まれたのは1926年の事である。その最初の地方精神行政会は1946年にリスボンで選出された。1962年にはポルトガルの全国精神行政会が選出された。1963年には9つの行政会が在った。宗教データ・アーカイブス団体が世界キリスト教百科事典を依拠して行われた最近の調査によると、2005年には2,000人近いバハイ教徒がいるとされている（ポルトガルのバハイ教も参照）。
ポルトガルのユダヤ人の共同体は1990年代初頭には500人から1,000人を数えた。彼らの共同体はリスボンに集中し、その多くのメンバーは外国人だった。ポルトガルでのユダヤ人に対する迫害は非常に激しく、20世紀までポルトガルにはシナゴーグや定期的な儀式でさえ無かった（リスボン・シナゴーグが1904年に建てられた）。そういう訳で、ポルトガルの僅かのユダヤ人は主流派のユダヤ教から孤立した。大使館職員や実業家、技術者といった外国からのユダヤ人が1960年代や1970年代にポルトガルに来ると、彼らの共同体は復活し始めた。ポルトガル北部では、迫害を逃れる為にキリスト教に改宗し、ユダヤ教とキリスト教の混合宗教を信じていたユダヤ人の子孫マラーノが暮らす幾つかの村が在り、今でもその地に暮らしている（en:History of the Jews in Belmonteを参照）。

## 無神論と不可知論
420,960人から947,160人までの無神論者と不可知論者がおり（総人口の4%から9%）、その他の資料では人口の6.5%との数値が示されている。
2011年の国勢調査では2.8%の無神論者や不可知論者がいるという結果が出た。